# Разрывная пуля

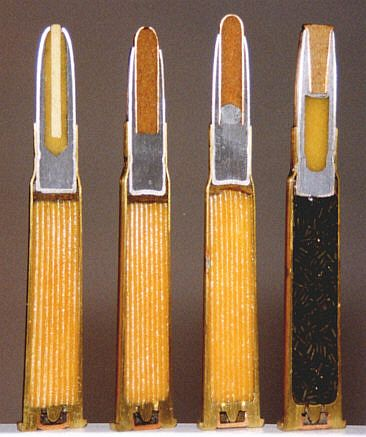
Британские авиационные патроны калибра .303 времён Первой мировой войны в разрезе: зажигательный Брока, разрывные Помероя версий PSA Mk I HE и PSA Mk II HE, разрывной Трефолла RTS Mk II HEI

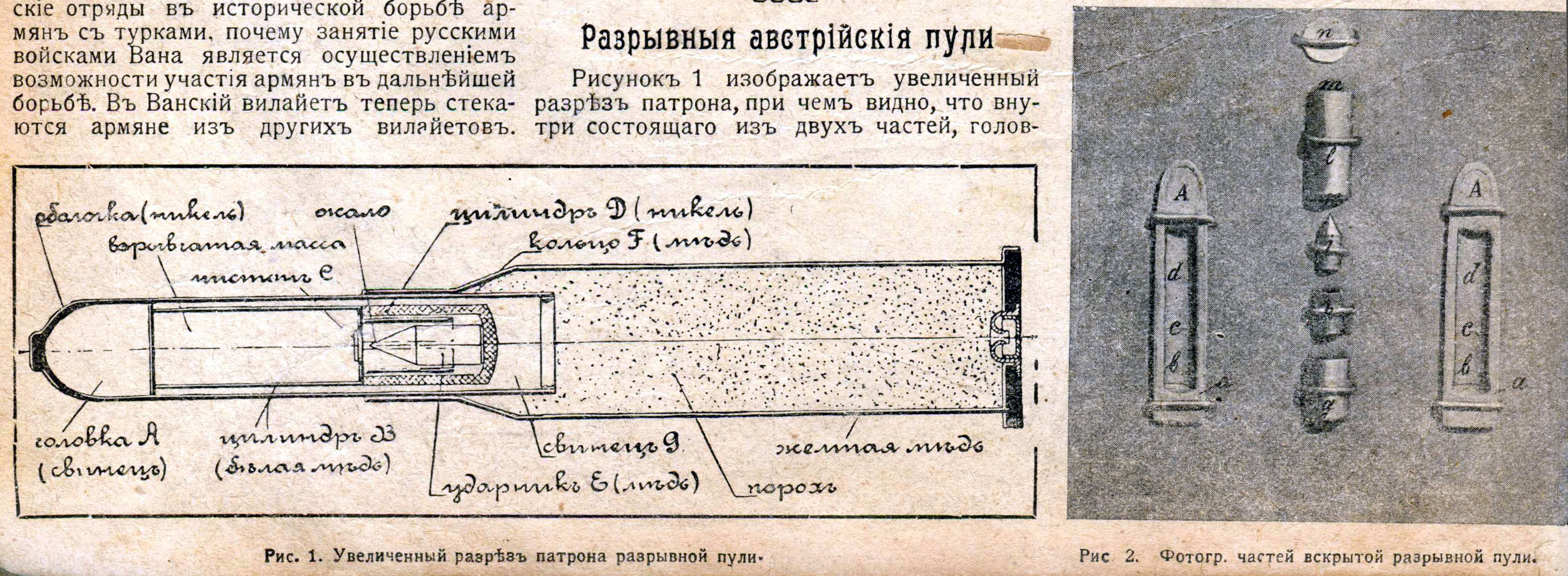
Разрез австро-венгерской разрывной пули, 1915

Разрывные пули — пули c зарядом взрывчатого вещества (ВВ), инициируемым при попадании пули в цель или через определённый промежуток времени после выстрела. Для основного заряда обычно применяются пентрит (ТЭН), гексоген и другие ВВ; тротил используется реже, так как его энергетика недостаточна в столь малом объёме; могут содержать только зажигательный состав (фосфор, термит и т. п.), поджигаемый капсюлем-воспламенителем. Полностью разрушаются при попадании даже в относительно слабые предметы: брезент, фанера, ветви деревьев и т. п.
Следует отметить, что термин «разрывная пуля» на разговорном уровне достаточно часто применяется к любым пулям, запрещённым к применению в боевых действиях, и помимо собственно разрывных используется также к экспансивным и фрагментирующимся пулям, что, строго говоря, является некорректным. В англоязычной литературе также можно найти примеры применения термина explosive к пассивно разрушающимся пулям. Однако возможность полного разрушения экспансивных пуль мало отличается от таковой у обычной безоболочечной — самого первого известного варианта пули. Кроме того, данные типы пуль разведены российским законодательством в «Законе об оружии»: его статья 5 однозначно запрещает применение разрывных пуль в гражданском секторе (оружие самообороны, спортивное, охотничье), но при этом экспансивные пули оговариваются отдельно в криминалистических требованиях федерального округа и чаще всего разрешены для охоты. Поэтому применение данного названия к экспансивным пулям следует признать неправильным.
В отечественных справочниках и специализированной литературе по боеприпасам термин «разрывная пуля» применяется только к пулям с зарядом ВВ. Ранние разрывные пули было принято делить на «ударные» и собственно разрывные. Первые содержали только ударный состав (типа начинки капсюля) и были проще по конструкции. Вторые содержали инициирующий (капсюль) и разрывной (бризантное ВВ) заряды. Во время Первой Мировой войны «ударные» пули перестали применяться из-за повышенной опасности в обращении. На сегодня разрывные пули включают в себя в основном различные варианты боеприпасов мгновенного действия (МД) и пристрелочных (П). Кроме того, так как мощность взрыва винтовочной пули недостаточно велика против защищённых целей, для расширения поражающих факторов заряд ВВ очень часто дополняется зажигательным составом, что и реализовано в пулях комбинированного действия ПЗ, МДЗ, ЗМДБЧ. Разрывные пули винтовочного калибра нашли наиболее широкое применение в борьбе с авиацией времён Первой мировой войны, и ограниченно применяются в авиации по сей день. Пистолетные пули, содержащие ВВ, насколько известно, никогда серийно не производились, хотя экспериментальные образцы существуют.

## Запрет на использование разрывных пуль в ходе боевых действий

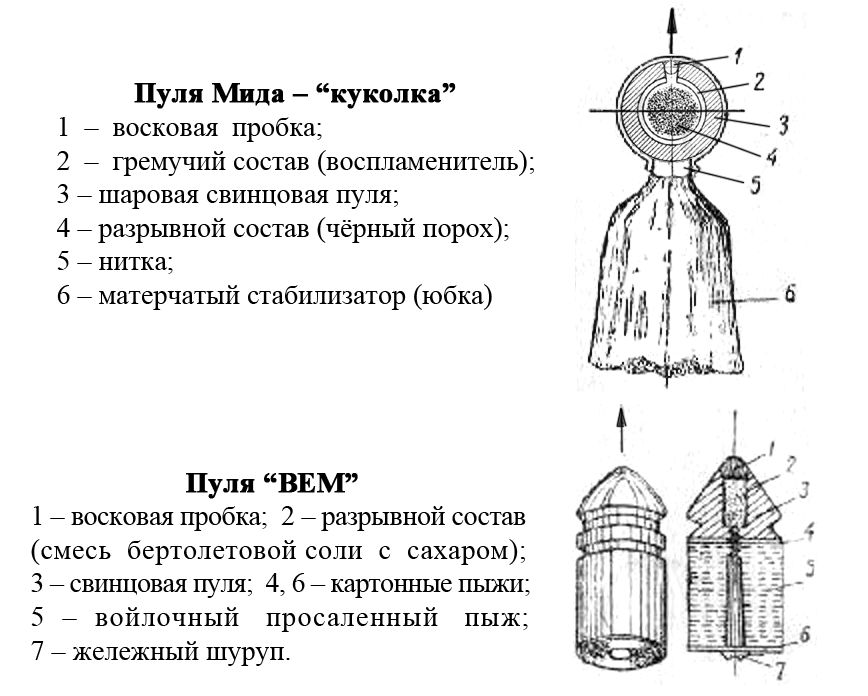
Разрывные пули для гладкоствольных ружей

4 мая 1868 года военный министр Дмитрий Алексеевич Милютин обратился к министру иностранных дел и государственному канцлеру Александру Михайловичу Горчакову с письмом, в котором просил содействия в устройстве международной конференции. Целью конференции должно было стать запрещение разрывных пуль, которые военный министр находил «чисто варварским средством, не оправдываемым никакими боевыми требованиями». Известный российский юрист-международник Фёдор Фёдорович Мартенс так описывает отказ Российской империи от использования разрывных пуль:
Честь этого начинания принадлежит военному министру, генерал-адъютанту графу Д. А. Милютину.
В обращении военного министра к государственному канцлеру от 4 мая 1868 года указывается на опыты, проводившиеся в русской и иностранных армиях с применением разрывных пуль без капсюля, воспламенение и разрыв которых происходят после удара в предмет, имеющий незначительную плотность (например, хлеб, туша животных и т. п.). В случае разрыва такой пули внутри человеческого тела рана будет смертельна и весьма мучительна, так как эти пули разлетаются на десять и более осколков. Сверх того, продукты сгорания разрывного заряда, весьма вредно воздействуя на человеческий организм, делают страдания ещё более мучительными.
Оригинальный текст (рус.)Честь почина этого дѣла принадлежитъ военному министру, генералъ-адъютанту графу Д. А. Милютину.

Въ отношеніи военнаго министра къ государственному канцлеру, отъ 4 мая 1868 г., указывается на опыты, произведенные въ русской и иностранныхъ арміяхъ надъ разрывными пулями безъ капсюля, воспламененіе и разрывъ которыхъ происходятъ послѣ удара въ предметъ, имѣющій незначительную плотность (напр. хлѣбъ, тѣло животныхъ и т. п.). Въ случаѣ разрыва такой пули внутри человѣка, рана будетъ смертельная и очень мучительная, такъ какъ эти пули разлетаются на десять и болѣе осколковъ. Сверхъ того, составныя части ударнаго пороха, весьма вредно дѣйствуя на человѣческій организмъ, совершенно бесполезно увеличиваютъ страданія.Фёдор Фёдорович Мартенс «Восточная война и Брюссельская конференция 1874—1878 гг.»
Уже в ноябре в Санкт-Петербургской декларации 1868 года был утверждён международный запрет на применение пуль, которые «имеют свойство взрывчатости или снаряжены ударным или горючим составом». Данный запрет на применение разрывных и зажигательных пуль позже, в Гаагских конвенциях и декларациях (1899 и 1907), был расширен также и для «легко разворачивающихся или сплющивающихся в человеческом теле» — то есть экспансивных пуль.
Однако эти запреты работают только на применение в боевых действиях против живой силы противника, никак не ограничивая гражданский и охотничий сектор, а также позволяя очень вольные трактовки по применению против техники противника в бою. В силу изначальной дороговизны и специфики применения на гражданском рынке разрывные пули не имеют сколь либо значимого веса. Выпуск боевых разрывных боеприпасов никогда не прекращался, но в подавляющем большинстве случаев такие пули позиционируются как предназначенные для борьбы с техникой.
Согласно книге Юрия Гальперина «Воздушный казак Вердена», обычно с пленными летчиками как немцы, так и французы обходились весьма благородно, но если в боеприпасах сбитого самолета находили разрывные или экспансивные пули, летчика расстреливали. Позднее немцы стали снабжать своих пилотов письменными приказами, в которых лётчику прямо приказывалось вышестоящим командиром использовать такие патроны, соответственно, за запрещенные пули отвечал теперь уже не лётчик. Французы вскоре переняли эту практику, и в итоге разрывные пули использовались обеими сторонами.

## Образцы патронов

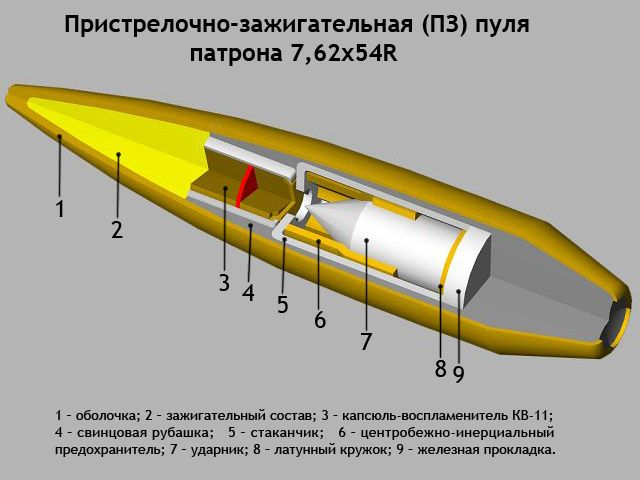
Пристрелочно-зажигательная пуля винтовочного патрона 7,62x54R

Одними из наиболее известных стали британские авиационные патроны времён Первой мировой войны калибра .303 конструкции Джона Помероя: PSA Mk I HE и PSA Mk II HE, которые взрывались непосредственно при контакте с обшивкой самолёта или дирижабля. Известны немецкие авиационные «измерительные» патроны Luft-Einschiess (LE), которые взрывались после срабатывания замедлителя на дистанции 400 м — обычно самолёты обстреливаются с меньших расстояний, поэтому пуля взрывалась уже после попадания.
Из отечественных патронов наиболее широко известна пристрелочно-зажигательная пуля (ПЗ) под патрон 7,62x54R, которая имеет свой капсюль-воспламенитель и небольшой взрывной заряд с зажигательным составом. Характерный образец представляет собой «противоаэростатный» патрон для крупнокалиберного пулемёта 12,7×108 с пулей ЗМДБЧ (Зажигательный Мгновенного Действия Большой Чувствительности), принятой на вооружение в 1966 году. Данная пуля являлась развитием зажигательной пули МДЗ, но предназначалась для взрыва при контакте с тончайшей оболочкой аэростатов, оставляя в ней дыры площадью 200—300 см² (диаметр дыры ~16..20см). К 1972 году в пулю встроили самоликвидатор, но вскоре патрон прекратили выпускать в связи с прекращением полётов американских разведывательных аэростатов.
Примером современного снайперского патрона с разрывной пулей может служить 12,7x99 мм NATO патрон с многоцелевой (разрывной бронебойно-зажигательной) пулей Raufoss Mk.211, которая способна пробить легкобронированную цель и после проникновения нанести значительный урон живой силе противника, разбросав зажигательную смесь взрывом.

## Специфика применения

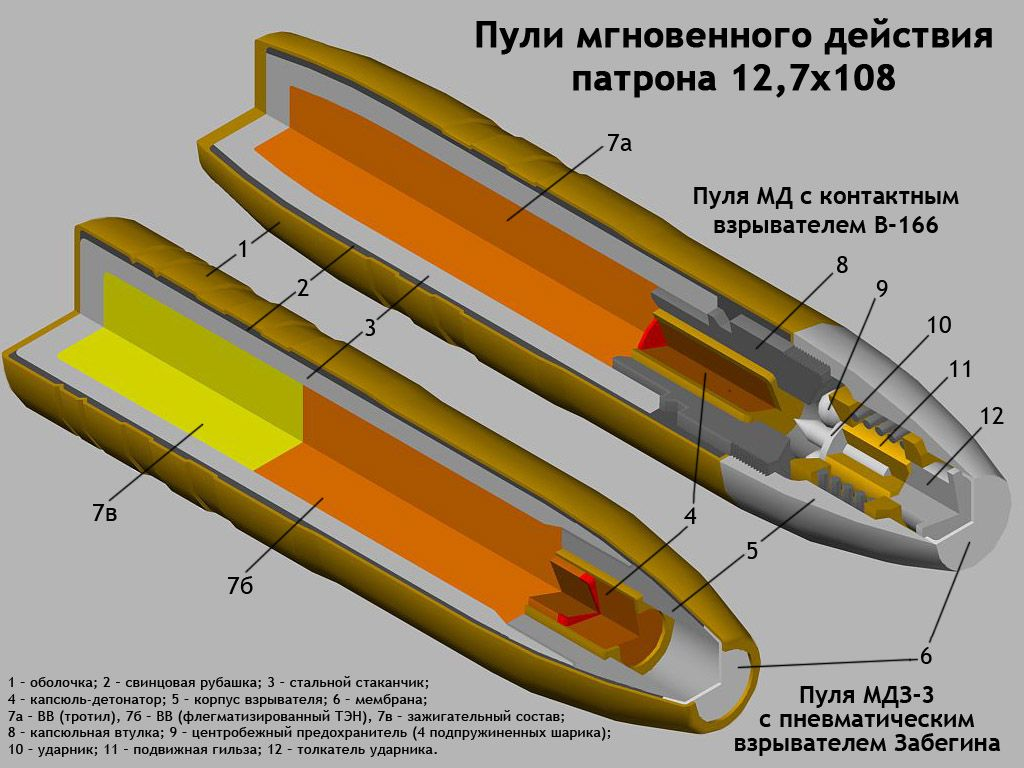
Разрывные пули МД авиационных патронов 12,7×108 мм времён Великой Отечественной

В первую очередь такие пули нашли применение у снайперов для уничтожения зарядных ящиков. Позже стали применяться в качестве меры повышения досягаемости огня из-за видимого разрыва и повышенной убойной силы пули на излёте. Следует отметить, что на близких и средних расстояниях разрывная пуля лишь незначительно эффективнее экспансивной, но гораздо дороже в производстве. Есть свидетельства, что во время Великой Отечественной войны разрывные пули широко использовались немецкими егерскими частями, так как в горных условиях очень сложно сразу точно прицелиться. На сегодня применение разрывных пуль против живой силы противника не только находится под запретом, но и считается неоправданным, так как все задачи эффективно решаются более дешёвыми способами. Однако крупнокалиберные разрывные пули для поражения противника за легкобронированными укрытиями до сих пор создаются и выпускаются.
Несмотря на существующий международный запрет, разрывные пули нашли широчайшее применение в авиации времён Первой мировой войны, так как были очень эффективны в борьбе с аэростатами и слабозащищёнными самолётами противника. Также немаловажно, что вспышки разрывов таких пуль, хорошо заметные даже в дневное время, позволяют корректировать стрельбу с упреждением по фактическому результату (трассирующие пули появились позже и не позволяют видеть само попадание). Во время Второй мировой войны в малых калибрах постепенно замещались более эффективными бронебойно-зажигательными неразрывными боеприпасами. Крупнокалиберные зажигательные пули разрывного типа до сих пор имеют некоторое применение в авиации.
В артиллерии пристрелочные пули использовались для корректировки огня, но на ближних дистанциях сейчас полностью вытеснены трассирующими пулями. Кроме того, разрывные (ПЗ) пули винтовочного калибра широко используются при обучении артиллерийских расчётов, так как обходятся гораздо дешевле полноразмерных пушечных и гаубичных снарядов.

## Дополнительные материалы
- Пулемёты в Первой мировой войне
- Иллюстрированная статья о разрывных пулях
- Подробная статья о разрывных пулях на финском